# جوشوا (فلم)
جوشوا (بالإنجليزية: Joshua) هو فيلم رعب تم إنتاجه في الولايات المتحدة وصدر سنة 2007 بطولة جايكوب كوجان وسام روكويل.

## القصة
طفل مدلل يحس بأنه صار مهمل بعد ولادة أخته الصغيرة لذا يقرر القيام بعدة أمور مرعبة.

## الميزانية والإيرادات
حقق الفيلم أرباح تقدر بـ 719,968 دولار فقط.

## وصلات خارجية
مقالات تستعمل روابط فنية بلا صلة مع ويكي بيانات